# Fauna de la península ibérica

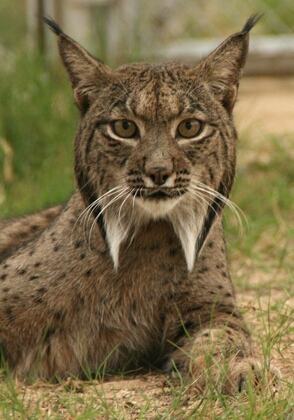
Lince ibérico

La fauna de la península ibérica presenta una diversidad que se debe en gran parte a dos factores; la posición geográfica de la península ibérica, entre el Atlántico y el Mediterráneo y entre África y Eurasia, y la gran diversidad de hábitats y biotopos, consecuencia de una variedad considerable de climas y regiones bien diferenciadas.

## Invertebrados
La península ibérica es una de las áreas con mayor diversidad y con mayor número de endemismos de invertebrados del continente.
En la península ibérica hay más de 38 000 especies de insectos, y varios miles de arácnidos y ácaros, además de miriápodos y crustáceos. En total alrededor de 45 000 artrópodos, sin contar otros invertebrados.
Órdenes de invertebrados representados en la península ibérica:
- Araneae
- Opiliones
- Pseudoscorpiones
- Coleoptera
- Dictyoptera
- Diptera
- Ephemeroptera
- Hemiptera
- Hymenoptera
- Lepidoptera
- Odonata
- Orthoptera
- Plecoptera
- Trichoptera
- Decapoda
- Unionoida
- Veneroida
- Architaenioglossa (Caenogastropoda)
- Neotaenioglossa
- Neritopsina
- Pulmonata

En el Libro rojo de los invertebrados de España se incluyen 272 especies amenazadas según las categorías de la UICN. Los artrópodos amenazados ocupan hábitats muy diferentes, principalmente medios acuáticos y riparios (30% aprox.), matorral mediterráneo (19%), bosque mediterráneo de Quercus (6%), hayedos (4%), ambientes semidesérticos, esteparios, sistemas dunares y medios cavernícolas, entre otros.

## Peces
Anexo:Peces continentales de la península ibérica
Entre los peces continentales de la península ibérica hay una proporción muy elevada de endemismos, diferenciándose de la fauna ictiológica europea.
La causa principal de este elevado número de endemismos es el aislamiento geográfico que convierte a la Península en una isla biogeográfica de origen muy antiguo, probablemente desde el Oligoceno Superior - Mioceno Inferior que ha mantenido aislada a la fauna ibérica respecto a las faunas europeas y africanas durante la mayor parte del Neógeno.
Los peces de agua dulce, con un escaso poder de dispersión, han evolucionado por separado del resto del continente originando un gran número de taxones y poblaciones bien diferenciadas.
El Atlas de peces continentales de España describe 70 especies en la península ibérica entre especies autóctonas y alóctonas.

### Amenazas de los peces continentales
Estas poblaciones genéticamente diferenciadas, son por su reducida área de distribución muy vulnerables a las alteraciones de su hábitat,
por lo que algunas se encuentran en peligro de extinción o seriamente amenazadas.
La principal amenaza de los peces continentales ibéricos es la introducción de especies exóticas, principalmente peces de otras regiones que han sido introducidos para su aprovechamiento como especies de pesca o bien de forma accidental. Estas especies pueden comportarse como invasoras depredando a las autóctonas o desplazándolas por compartir alimento o requerimientos ecológicos. De las 70 especies enumeradas, 24 han sido introducidas por el hombre.
Las especies migradoras (p.ej. esturión, alosas y lampreas), con mayor capacidad de dispersión encuentran su principal amenaza en la construcción de presas y otras barreras físicas que les impiden llegar a los cursos altos desde el mar o viceversa.

## Anfibios y reptiles
En la península ibérica hay 28 especies de anfibios y 47 de reptiles. De todas ellas, 14 son especies exóticas introducidas.

### Anfibios
- Anexo:Anfibios de la península ibérica

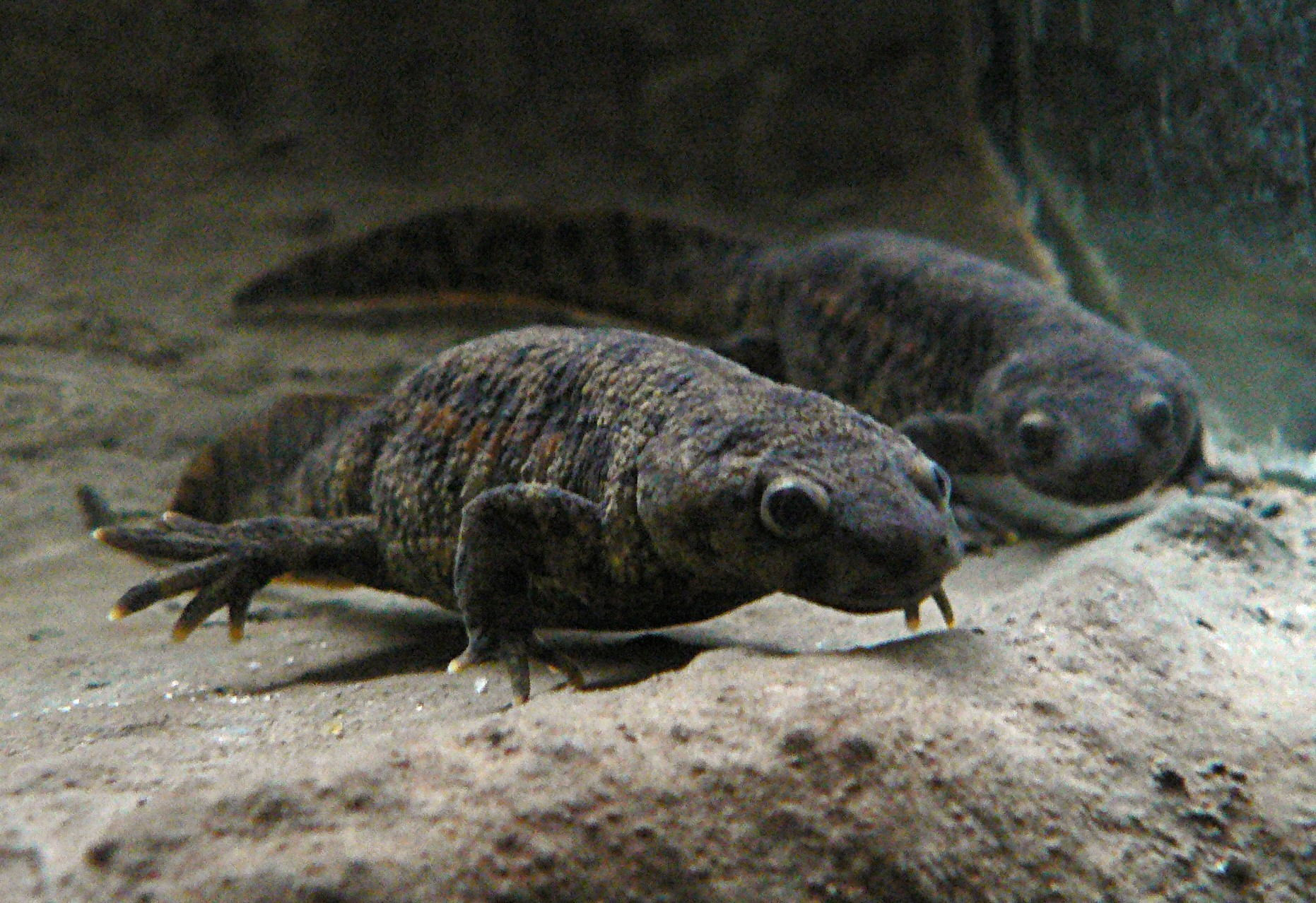
El gallipato es el urodelo más grande de la Península.

Están representados una familia de urodelos (Salamandridae, salamandras y tritones) con 10 especies y seis familias de anuros (ranitas, sapos y ranas) con 22 especies diferentes.
Todos los anfibios están, durante toda o una parte de su vida, íntimamente ligados a los diferentes medios acuáticos: humedales, ríos de montaña, charcas estacionales, lagos, lagunas, albuferas, marismas, etc.
Destacan endemismos como el tritón ibérico, el ferreret o la salamandra rabilarga, así como especies muy raras en Europa, como el gallipato, el mayor urodelo del continente.

### Reptiles
- Anexo:Reptiles de la península ibérica

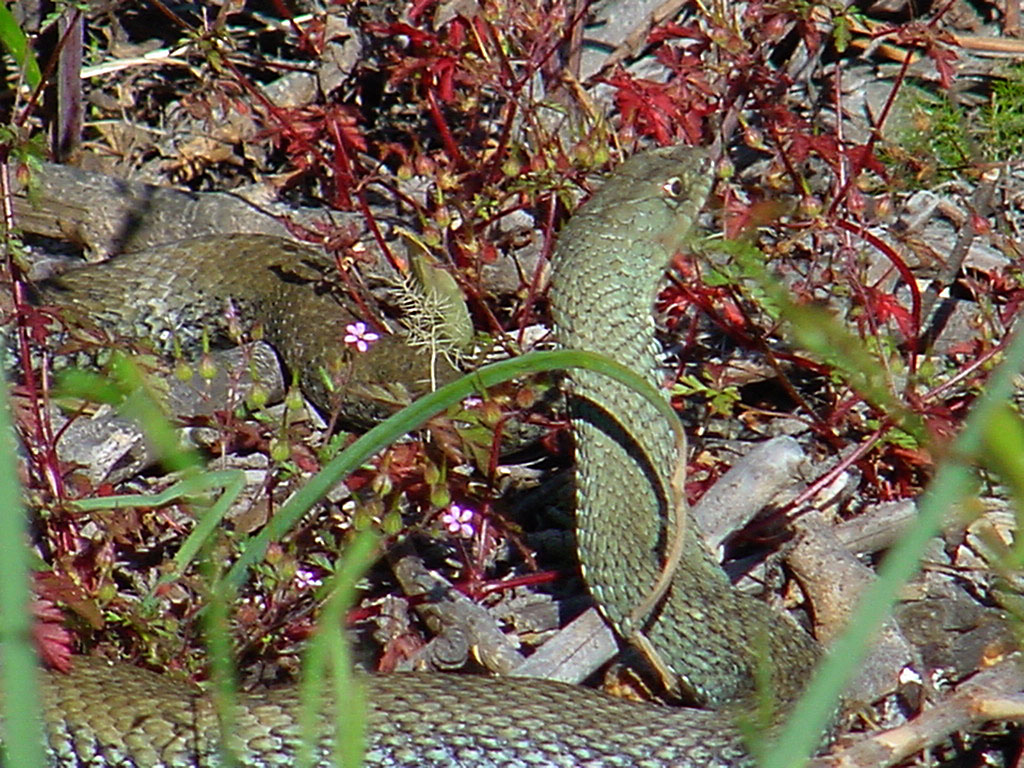
Culebra bastarda (Malpolon monspessulanus), el ofidio ibérico más grande.

Están representados dos galápagos de agua dulce (galápago europeo y galápago leproso), dos tortugas de tierra (tortuga mediterránea y tortuga mora), salamanquesas,  la culebrilla ciega, el lución, eslizones, lagartos, lagartijas, culebras y víboras.
Aparecen 17 especies endémicas de la Península en este grupo:
Lagartija de Valverde, lagartija de Bocage, lagartija de Carbonell, culebrilla ciega, eslizón ibérico, lagartija aranesa, lagartija pallaresa, lagartija pirenaica, lagartija carpetana, lagartija leonesa, lagartija batueca, lagartija serrana, lagarto verdinegro,  lagartija de Bocage, lagartija de Carbonell, lagartija colilarga occidental y la víbora cantábrica. En el caso de la tortuga mediterránea (Testudo hermanni), existe una subespecie (T. hermanni hermanni) endémica en la Península.
Otras especies extienden su área de distribución por el norte de África y/o sur de Francia, algunas se extienden por todo el continente europeo o bien por la región circunmediterránea. Finalmente hay especies de distribución mucho más amplia, como el lagarto ágil o la lagartija de turbera que aparecen en gran parte del continente asiático. La especie de tortuga acuática introducida Trachemys scripta presenta una amplia distribución por todo el mundo debido a su carácter invasor y a la popularización de su venta como mascota en los últimos años.

### Amenazas
La herpetofauna ibérica está muy amenazada. Se incluyen en alguna categoría de amenaza hasta un 30% de las especies de anfibios y un 23% de las de reptiles.
Las alteraciones de sus hábitats naturales, los efectos del cambio climático y la introducción de especies exóticas invasoras son las principales  amenazas para estos animales.

## Aves
- Anexo:Aves de la península ibérica
- Anexo:Aves accidentales en la península ibérica

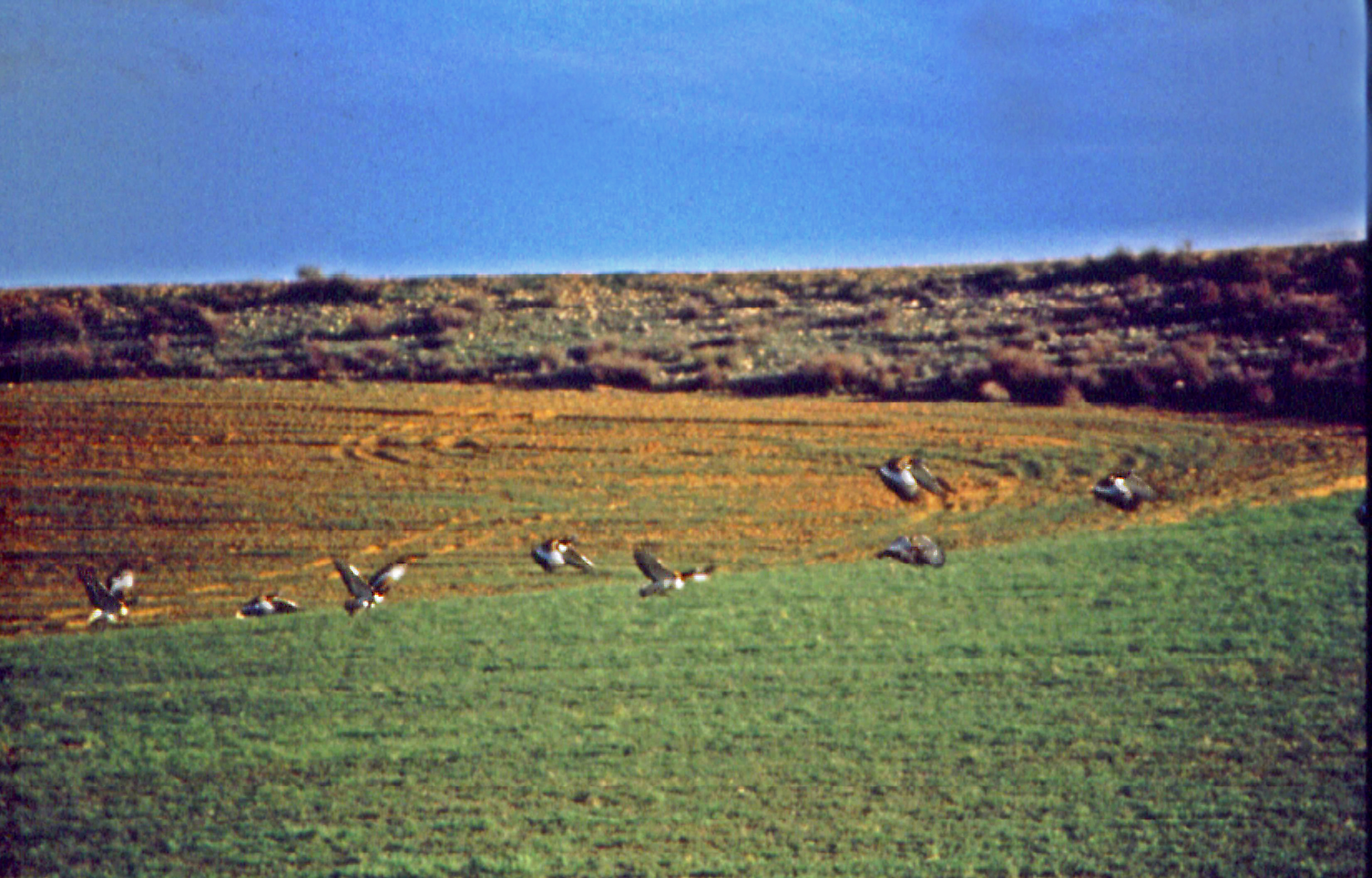
Avutardas en un campo de cereales.

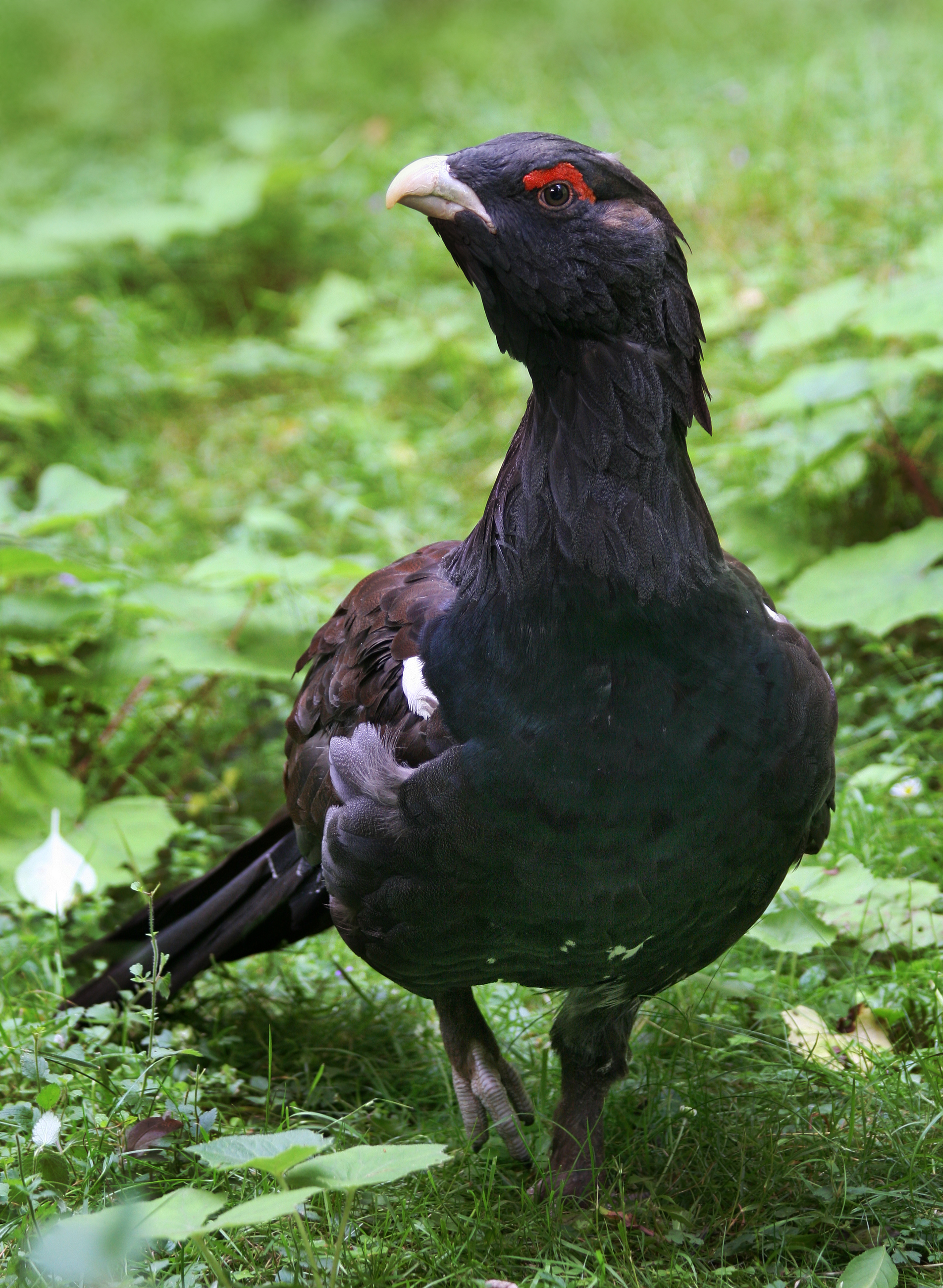
El urogallo, joya ornitológica del norte peninsular.

El número de especies de aves en la península ibérica es muy elevado en comparación al de otras faunas europeas. Esto es debido no solo a su posición geográfica  o a su diversidad regional y de biotopos, sino también al hecho de que diferentes especies propias del norte europeo o del África subsahariana invernan o nidifican en varias zonas de la Península. Además es posible el avistamiento de otras muchas que utilizan el estrecho de Gibraltar como paso de sus migraciones entre Europa y África.
Entre las grandes rapaces destacan carroñeros como el amenazado buitre negro o el quebrantahuesos. Más abundantes son las poblaciones de alimoche y buitre leonado. También en peligro se encuentra la emblemática águila imperial ibérica. En las montañas y bosques españoles aún habitan poblaciones de gavilanes, azores, elanios, alcotanes, águilas reales, calzadas, perdiceras, culebreras, esmerejón, halcón peregrino, halcón abejero,... En las llanuras cerealistas se dan los aguiluchos, los ratoneros, milanos negros y reales. En pueblos y ciudades habitan cernícalos y lechuzas. También hay poblaciones de águila pescadora, búho real, búho chico, lechuza campestre, cárabo, autillo, mochuelo.
Los numerosísimos passeriformes cuentan con especies significativas, como el gorrión moruno. Los córvidos también están bien representados: urraca, arrendajo, graja, corneja, cuervo, rabilargo, chova piquirroja, chova piquigualda, grajilla. El abejaruco y la carraca revelan la cercanía del continente africano a la Península una vez más.
Los Ciconiiformes cuentan con un variado conjunto de ardeidos (garza imperial, garza real, garcilla bueyera, garceta común, garcilla cangrejera, garza blanca, martinete común) y dos especies significativas: la abundante cigüeña blanca y la menos frecuente cigüeña negra.
Las llanuras cerealistas y los parajes semiáridos de las estepas ibéricas son el hábitat de la avutarda, el sisón, la ganga, la ortega y el alcaraván. En Canarias, principalmente en Lanzarote y Fuerteventura, habita el corredor y la hubara.

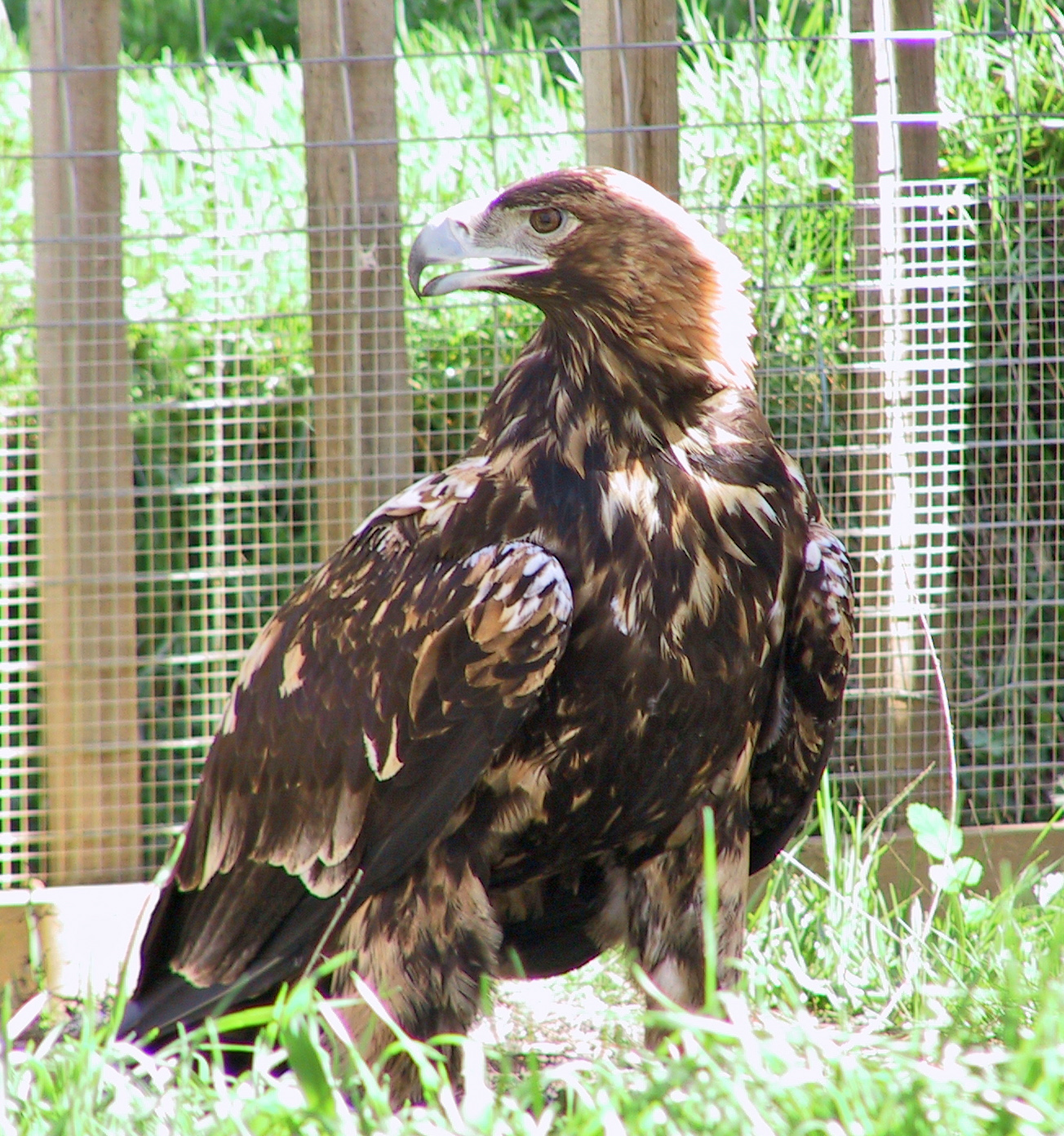
Águila imperial ibérica.

Las costas y ríos albergan a una gran variedad de limícolas, láridos, cormoranes y anátidas. Aquí hay que señalar la relevancia de especies como la gaviota de Audouin, la pardela cenicienta, el paíño europeo, la focha cornuda, los araos y alcas, etc. Las anátidas cuentan con especies comunes como el ánade real, ánade friso, cerceta común, ánade rabudo, porrón pardo, el pato cuchara, y otras más escasas como el tarro canelo o el tarro blanco.
Sin contar las observaciones accidentales o raras, la avifauna de la península consta de 352 especies, de las cuales dos son endémicas (águila imperial) y el rabilargo ibérico, nueve se encuentran globalmente amenazadas de extinción, siete fueron introducidas por el hombre y una más fue reintroducida tras haberse extinguido en la zona.

## Mamíferos
- Anexo:Mamíferos ibéricos

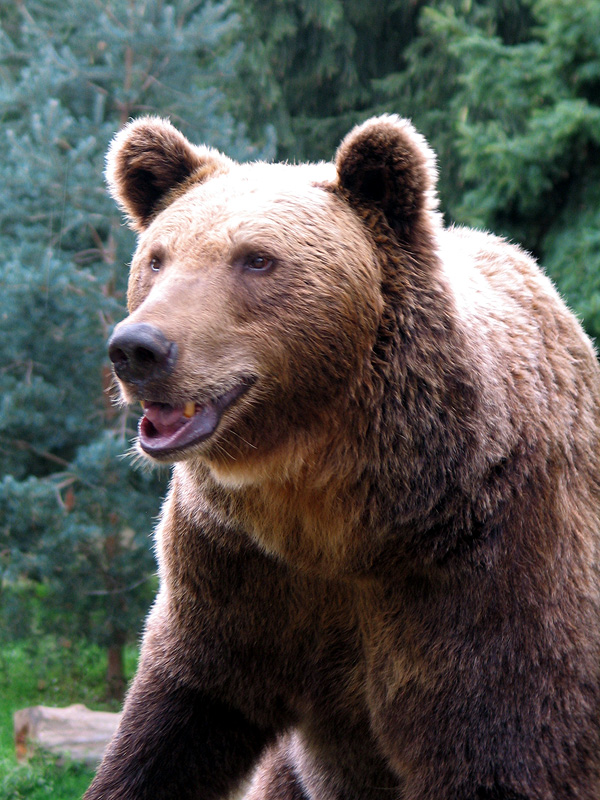
Oso pardo

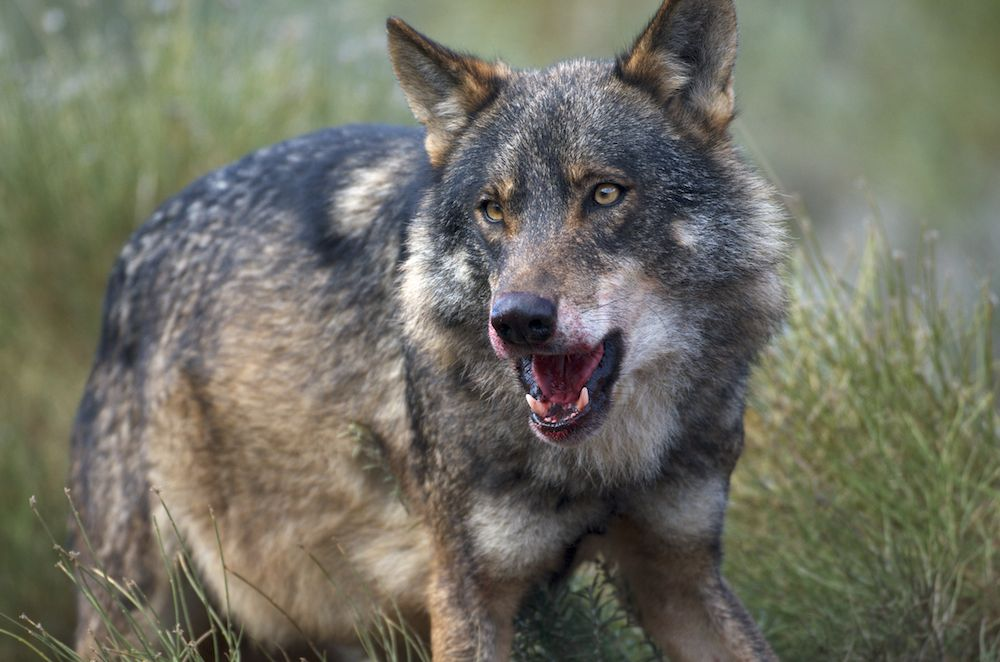
Lobo ibérico

Entre los grandes carnívoros destacan dos especies desaparecidas de buena parte de Europa Occidental: el oso pardo, que sobrevive en la cordillera Cantábrica y en ciertos enclaves pirenaicos, y el lobo ibérico, subespecie endémica de la Península. Aunque el carnívoro más emblemático es sin duda el lince ibérico, el félido más amenazado de todo el continente europeo. Mucho más numerosas son las poblaciones de gato montés, de zorro rojo y las de algunos mustélidos: el tejón, el turón y la comadreja; algo menos numerosas son las de nutria, marta y garduña. Los vivérridos están representados por la gineta; y los herpéstidos, por el meloncillo.
Los herbívoros están representados por especies bastante extendidas, como algunos cérvidos: el ciervo común, el gamo y el corzo. Hay poblaciones endémicas de cabra montés y reductos pirenaicos y cantábricos de rebeco. También está ampliamente extendido el jabalí.
Tienen una buena representación varias especies mediterráneas de insectívoros: erizos (Erinaceus europaeus), musarañas (Crocidura russula, Suncus etruscus), musgaño de Cabrera, topo ibérico, el raro desmán de los Pirineos; roedores: ardilla roja, lirón careto, topillos; lagomorfos (destacan endemismos como la liebre ibérica y la liebre de piornal), quirópteros (Myotis capaccinii, Myotis myotis, Pipistrellus pipistrellus, Tadarida teniotis, nóctulo común, Hypsugo savii) y algo menores de pinnípedos y cetáceos.